# Lijst van Belgische adelsverheffingen 1937
Personen die in 1937 in de Belgische adel werden opgenomen of een adellijke titel ontvingen.

## Baron
- Baron Paul de Favereau de Jeneret (1886-1969), voorzitter van de provincieraad van Luxemburg, burgemeester van Bende, uitbreiding van zijn titel tot al zijn zonen en, voor elk van hen, overdraagbaar bij eerstgeboorte.
- Jonkheer Georges Iweins de Wavrans (1862-1947), eerste voorzitter van het hof van beroep in Gent, de titel baron, overdraagbaar bij eerstgeboorte.
- Charles Liebrechts, kolonel, persoonlijke adel en de titel baron.
- Jonkheer Pierre Nothomb, persoonlijke titel baron.
- Jonkheer Georges de Radzitzky d'Ostrowick (1889-1976), magistraat, de titel baron, overdraagbaar bij eerstgeboorte.

## Ridder
- Jonkheer Idesbalde le Maistre d'Antaing (1882-1968), burgemeester van Braffe, de titel ridder, overdraagbaar bij eerstgeboorte.
- Alexandre d'Oreye (1871-1943), erfelijke adel en de persoonlijke titel ridder.
- Ludovic d'Oreye de Lantremange (1878-1960), erfelijke adel en de persoonlijke titel ridder.
- Victor van Strydonck de Burkel, luitenant-generaal, erfelijke adel en de persoonlijke titel ridder.

## Jonkheer
- Jacques Neef de Sainval (1889-1963), erfelijke adel.
- Georges Van Oost (1866-1957), erfelijke adel.
- Henri de Quebedo (1861-1940), verheffing erfelijke adel.